# Полуденная Язьва
Полуденная Язьва — река в России, протекает в Красновишерском районе Пермского края. При слиянии с Северной Язьвой образует реку Язьва. Длина реки составляет 23 км.
Исток реки находится на западных склонах хребта Кваркуш к западу от горы Скала (873 м НУМ). Течёт сначала на юго-запад, после впадения Тимины поворачивает на северо-запад. Всё течение проходит в ненаселённой местности среди холмов, покрытых таёжным лесом. Течение имеет горный характер. Приток — Тимина, Верхняя Кабакайка (левые).

## Данные водного реестра
По данным государственного водного реестра России относится к Камскому бассейновому округу, водохозяйственный участок реки — Кама от водомерного поста у села Бондюг до города Березники, речной подбассейн реки — бассейны притоков Камы до впадения Белой. Речной бассейн реки — Кама.
По данным геоинформационной системы водохозяйственного районирования территории РФ, подготовленной Федеральным агентством водных ресурсов:
- Код водного объекта в государственном водном реестре — 10010100212111100004976
- Код по гидрологической изученности (ГИ) — 111100497
- Код бассейна — 10.01.01.002
- Номер тома по ГИ — 11
- Выпуск по ГИ — 1